# African Wanderers FC
El African Wanderers FC es un equipo de fútbol de Sudáfrica que juega en la Vodacom League, la tercera categoría de fútbol del país.

## Historia
Fue fundado en el año 1906 en el poblado de Chatsworth de la ciudad de Durban y es uno de los equipos de fútbol más viejos de Sudáfrica y representantes de la raza negra del fútbol. El club fue conocido como el Orgullo de Natal al ser uno de los equipos pioneros del fútbol dentro de la provincia hasta que por problemas financieros abandona las ligas profesionales en los años 1970.
En 1974 el club volvería a la competición oficial en la Liga Premier de Natal, liga que desaparecería tres años después y el club pasaría a jugar en la Liga Premier Nacional de Sudáfrica como uno de los equipos fundadores, descendiendo al año siguiente al terminar en último lugar entre 18 equipos haciendo solo seis puntos.
En 1980 el club volvería a la primera categoría nacional, donde permanecería hasta su descenso en 1983 tras tres temporadas en las que estuvo peleando la permanencia. Al año siguiente regresaría a la primera división, donde se repetiría la historia y descendería tras tres temporadas.
En 1990 el club retornaría a la primera categoría luego de que se expandiera la cantidad de equipos en la liga, aunque descendería tras una temporada. El club volvería a la primera división en 1994, descendiendo tras una temporada, la última bajo el formato semiprofesional.
En la temporada 1996/97 sería uno de los equipos fundadores de la Primera División de Sudáfrica, la segunda categoría nacional, además de ser el primer equipo campeón de la categoría y así lograr el ascenso a la Liga Premier de Sudáfrica.
El equipo descendería tras una temporada, regresando a la primera categoría al año siguiente como campeón. Permaneció por dos temporadas en la Liga Premier de Sudáfrica hasta que desciende en la temporada 2000/01, pasando como un equipo yo-yo al regresar al año siguiente a la primera categoría.
En la temporada 2003/04 el club descendería de la Primera División de Sudáfrica a la Vodacom League por primera vez, pasando entre la tercera y cuarta división desde entonces.

## Palmarés
- Primera División de Sudáfrica:

1996/97, 1998/99, 2001/02

## Jugadores

### Jugadores destacados
- Steve Lekoelea